# St. Georg (Riding)

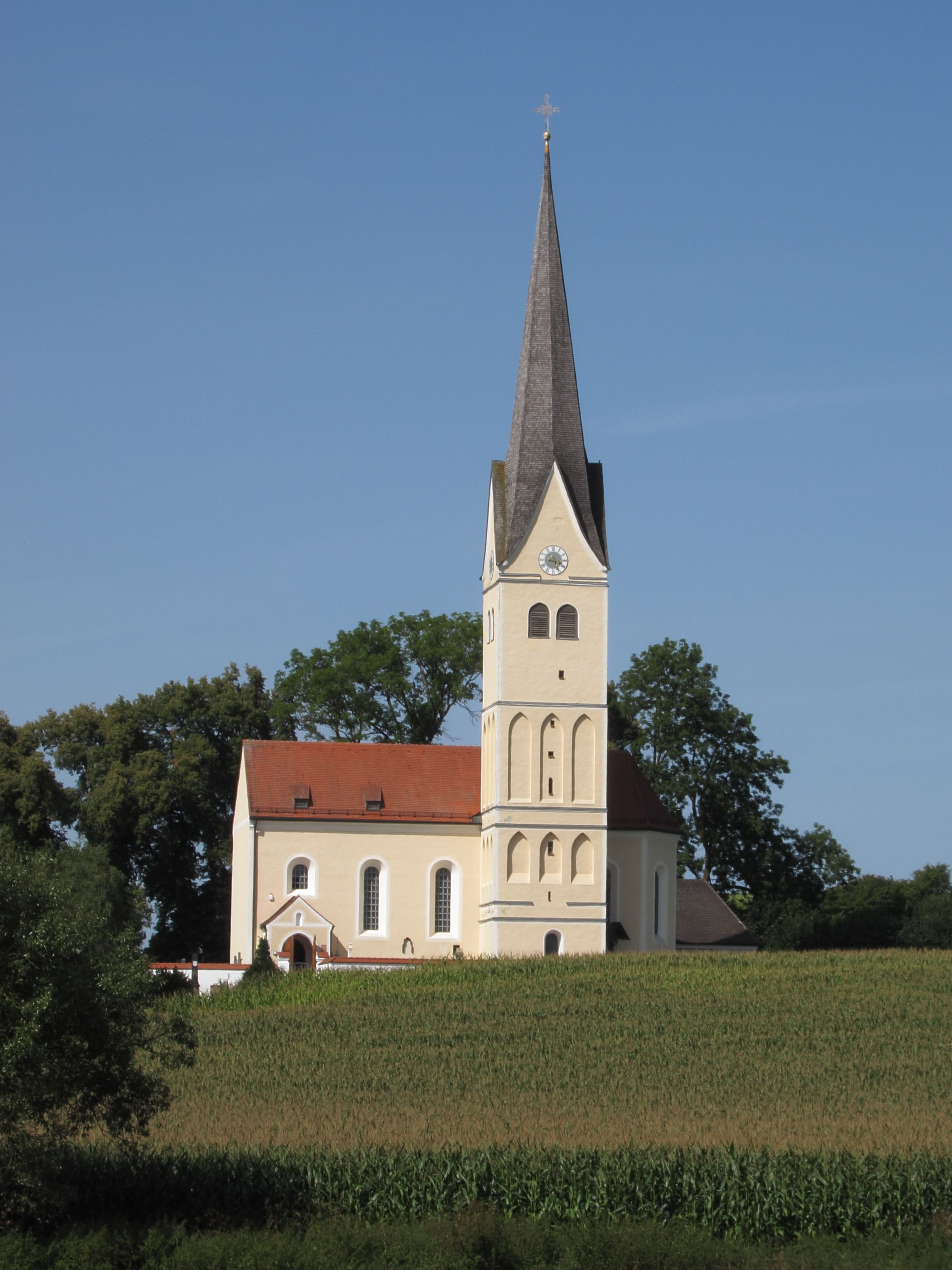
St. Georg in Riding

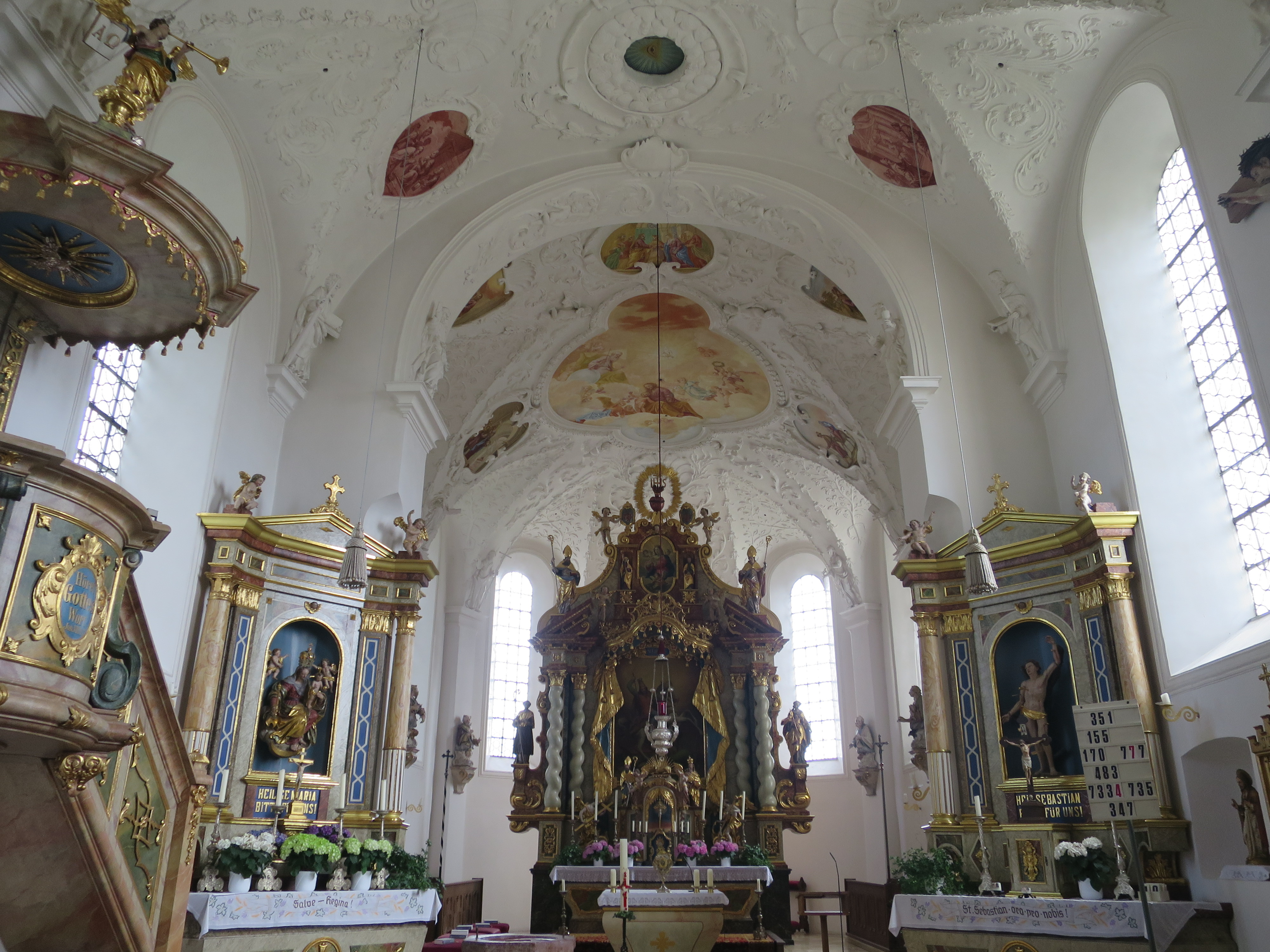
Innenansicht

Die römisch-katholische Pfarrkirche St. Georg steht in Riding, einem Gemeindeteil von Fraunberg im oberbayerischen Landkreis Erding. Die Kirche steht unter Denkmalschutz und ist in der Liste der Baudenkmäler in Fraunberg unter der Nr. D-1-77-120-19 eingetragen. Die Kirche gehört zum Pfarrverband Reichenkirchen/Maria Thalheim im Dekanat Erding (Erzbistum München und Freising).

## Beschreibung
Die im Kern gotische Saalkirche wurde zwischen 1698 und 1704 nach einem Entwurf von Hans Kogler barock umgestaltet. Bei einer Renovierung zwischen 1990 und 2003 wurden die Stuckoberflächen von 1704 zum Teil freigelegt und ergänzt. 2023 wurde der Kirchturm renoviert.
Das Langhaus der Kirche mit dem nicht eingezogenen, dreiseitig geschlossenen Chor ist nach Osten ausgerichtet. An der Südwand des Chors steht der spätgotische Chorflankenturm, dessen oberstes Geschoss hinter den Klangarkaden den Glockenstuhl mit vier Glocken enthält. Über den Giebeln, an denen die Zifferblätter der Turmuhr angebracht sind, erhebt sich über vier Giebeln und spitzbogigen Blendnischen ein hoher spitzer Helm. An der Südwand des Langhauses wurde gegen 1500 ein Vorzeichen angebaut, das zum Portal führt.
Der Innenraum des Langhauses ist mit einem Tonnengewölbe überspannt. Der Stuck wurde unter Beteiligung von Johann Baptist Zimmermann von dem Wessobrunner Christoph Schäffler eingebracht. Im Westen des Langhauses hat die Kirche eine zweistöckige Empore, auf der oberen steht die Orgel.
Im Retabel des Hochaltars von 1704 ist auf einem Gemälde der Kirchenpatron, der heilige Georg, als Drachentöter dargestellt. Die Büsten der vier Evangelisten an den Säulen im Chor hat um 1770 Christian Jorhan der Ältere gestaltet. Die beiden Seitenaltäre wurden 1845 aufgestellt. Im Retabel des linken sieht man eine Muttergottesfigur (Mitte des 17. Jahrhunderts), im rechten eine Skulptur des heiligen Sebastian, um 1700 entstanden.

## Orgel
Die Orgel mit 10 Registern auf einem Manual und Pedal wurde 1894 von Franz Borgias Maerz, München, neu gebaut. Die Disposition lautet:
| Manual C–f3  |       |
| Bordun       | 16′   |
| Principal    | 8′    |
| Gedackt      | 8′    |
| Gamba        | 8′    |
| Salicional   | 8′    |
| Octave       | 4′    |
| Traversflöte | 4′    |
| Mixtur IV    | 2 ⁄3′ |

| Pedal C–d1 |     |
| Subbaß     | 16′ |
| Violonbaß  | 8′  |

- Koppeln: M/P
- Spielhilfen: Tutti
- Bemerkungen: Kegellade, mechanische Spiel- und Registertraktur, freistehender Spieltisch, neubarocker Prospekt